# Exemplum
Latinské slovo exemplum znamená příklad. Odtud také exemplární, příkladný, a exemplář, původně (vzorový) kus nějaké přírodniny. Slovo exemplum se užívá jako technický termín v literární vědě a znamená zde krátký tradiční příběh, který lze využít k argumentaci nebo v kázání.

## Exemplum v literární vědě
Ve středověké literatuře a v celkovém jejím pojetí a povaze rozhodně nebyl žádný vědomý záměr dokumentovat současný stav lidové slovesné tradice. Většina lidové slovesné tradice byla pouze ústní a takovým způsobem se i šířila mezi lidmi. Objevuje se mnoho příběhů, které se navzájem trochu liší, ale myšlenka zůstává. Přetrvává, je stejná a pevná a dokáže se rychle a pružně přizpůsobit, tak aby ji v každé dané době byli lidé schopni porozumět. Tím se vlastně zachovává funkce lidové moudrosti a stálost kultury. To díky společnému nevědomí společnosti, které jakoby nachází, " vycítí " vždy to, co hledá, a nepřímo reguluje právě na reakce lidí, jak publika, tak interpretů.
Na tom mají podíl samozřejmě i doboví autoři, kteří sahali do této zásobárny lidové slovesné tradice. To se dělo velmi často. Činili tak proto, aby témat braných odtud, stejně jako z předchozí literární tradice, ovšem přepracovaných podle norem soudobé poetiky, významově využili v jiném smyslu, než který měla při své původní sociální determinaci. V jejich podání takto jevy a hodnoty lidové provenience nabývaly v jistém ohledu platnosti celospolečenské a k nerozeznání se připodobnily tomu, co v okruhu námi sledovaných syžetů mělo původ čistě literární. Proto si je třeba uvědomit, že zdroj pohádkových příběhů není možno hledat výhradně v rovině lidového vyprávění, ale i v postupném prorůstání a prostupování psané literatury, a to nejen vlastní, ale i cizí. Co se pak týče oné významové adaptace, situace tehdy ještě zdaleka nedozrála k tomu, aby například pohádka, monumentalizována, sloužila jako pomůcka pro rekonstrukci mýtu, nebo zase, sblížena žánrově spíš s povídkou ze života, dokládala svéráznost národní psychiky. Obojí vylučovalo jak dobové, teologicky orientované myšlení, tak také směřování k univerzálnosti. Řečeno naopak přímo: výskyt témat, o něž jde, byl určen možností využívat jich exemplárně.

## Vznik exempla
Exemplum pocházející z řecko-římské antiky je humorná historka, využívaná k přesvědčující argumentaci při disputacích. Tato zbraň právního nebo politického řečníka antiky se stala nástrojem poučení křesťanského mravokárce. Avšak od prvních staletí křesťanství do období vrcholného středověku exemplum změnilo svůj charakter i funkci. Nezaměřovalo se již na zpodobňování konkrétní osoby (příkladným hrdinou exempel byl Kristus), ale spočívalo ve vyprávění, v historce, která jako celek představuje předmět, nástroj vzdělání nebo ponaučení.

## Vymezení exempla
Exempla se dají považovat za jeden z hlavních nástrojů středověkého kazatelství, kde je přímo vidět, že chápání historie se pohybuje mezi dvěma krajními póly, kterými jsou dějiny idejí na jedné a dějiny komunikace na druhé straně. Žádný z těchto pólů neexistuje v čisté podobě, lze jim rozumět jenom jako jakýmsi ideálním typům. Oba jsou vždy přítomny; jeden nebo druhý lze sice akceptovat z metodického hlediska, z hlediska věcného by to však byla zavádějící a tím také nepřípustná redukce. Právě napětí mezi idejemi a komunikací činí historickou skutečnost rozmanitou a mnohotvárnou, dodává jí plasticity, odstínů, přináší různou míru jasnosti či nejasnosti v pohledu na konkrétní detaily. Napětí mezi idejemi a komunikací se tak konkrétně projevuje ještě v jiné rovině, totiž jako škála stupňů mezi pólem význačnosti a pólem anonymity. 

## Funkce exempla
Jakožto prvek tematické výstavby tehdejších slovesných děl se nedá podle všeho exemplum, třebaže je kompozičně ucelené a mohlo existovat samostatně i mimo jejich kontext, definovat co do svých žánrových příznaků, nýbrž toliko funkčně. Neboť nehledě na takové případy, kdy exemplárně fungoval tolik trefný výrok některé něčím pozoruhodné osobnosti, použitelný v každé obdobné situaci, mohlo se exemplem stát prakticky cokoliv z výpravných žánrů, tedy: bajka, apolog, biblická parabola, legenda, pohádka, pověst historická i numinosní, hrdinská povídka, humorka (švank), anekdota, ale i zpráva o nějaké skutečné, ověřitelné události a také memorát, to jest vzpomínkové vyprávění ze života. Přitom nikoliv řídká frekvence memorátů v celkovém repertoáru exempel usvědčuje z nesprávnosti názor, který exempla sumárně označuje tolik za excerpta literatury. Stát se exemplem mohl kterýkoli z žánrově takto pestrých syžetů jenom tehdy, vyhověl-li základnímu předpokladu: posloužit k ilustraci, ke konkretizaci, vůbec k snadnějšímu porozumění nějaké mravní zásadě nebo odtažité teologické poučce. Zvlášť ve druhém případě nabývalo exemplum vlastně povahy alegorie: bylo plně srozumitelné v rovině jak svého významu doslovného, tak i přeneseného. Moralizaci nebo spiritualizaci exempla podával kontext, do něhož bylo zapojeno. Avšak ve sbírkách exempel, jež se začaly časem pořizovat jako (svého druhu) tematické zásobárny hlavně pro potřeby kazatelů, takovýto kontext scházel. Exempla v nich proto bývala opatřována návody, jak z nich morální nebo duchovní poučení vytěžit. Bylo to nezbytné už proto, že z mnoha exemplárních příběhů nevyplývalo požadované poučení přímo a nenásilně. Naopak nám dnes často připadá jejich výklad až neuvěřitelně vykonstruovaný a strojený. Takový výklad mívají i příběhy v doslovném smyslu zábavné, někdy až rozpustilé. Zábavnost sama o sobě nebyla tolik pociťována jako závadná, ale plnila u exempel důležitou, byť i původně doprovodnou funkci, a to v plné shodě se zásadou převzatou už z antiky. V literatuře se totiž doporučovalo spojovat příjemné s užitečným, sdělovat vážné věci poutavě. To se mimochodem úspěšně používá dodnes a to například v reklamách či v propagandě. Ovšem postupem času tu došlo k závažnému přesunu funkcí. Rostoucí obliba a hlavně znalost exempel, dosvědčená mimo jiné tím, že se v jejich sbírkách jevilo jako nadbytečné připojovat k nim návody pro alegorický výklad, spadla do doby vyznačující se postupnou laicizací středověkého písemnictví. Důsledek byl, že se u exempel vytrácelo povědomí o jejich přeneseném významovém plánu a do popředí naopak vystoupila jejich zábavnost. Pociťována spíš už jako záležitost beletristická, opět ovšem v dobovém pojetí, přecházela nakonec exempla z velké části zcela plynule do repertoáru facetií (humorek) a sytila tematiku renesančních novel.
Pokud jde o podobu, v níž se exempla dochovala, je důležité si uvědomit jejich dlouhou tradici. Zde se často stávalo , že se objevovala v určitých časových odstupech v nepravidelných periodách a z toho vznikaly vyplývající obměny. Tím se dá jasně vysvětlit, proč totéž exemplum mívá rozdílnou slovesnou konkretizaci. Důležité je si uvědomit těsnou vazbu mezi exemplem a příslovím. Přísloví buď tvoří pointu exempla, nebo naopak exemplum vzniklo rozvedením příběhu potenciálně obsaženého v přísloví, takže se obojí může navzájem zastupovat. To v podstatě platí i o mluveném a psaném slově, které se vzájemně podporuje, odráží, proplétá a v konečné fázi výsledku se obě působení spojí do koncové podoby.
Pouhá citace přísloví tedy stačila vyvolat v povědomí příslušné, obecně známé exemplum v jeho plném znění. Obdobně pak bývala exempla zastupována, a to hlavně v textech s výraznějším zaměřením na účinek estetický, jako je například staročeský Tkadleček, pouhými narážkami, jež dobové poetiky řadily mezi stylistické ozdoby. Šlo zpravidla o přirovnání, jež se odvolávala na osud té které známé osoby, ať už skutečné nebo fiktivní, to jest zrozené v literatuře.

## Historie exempla
Exemplum jako slovesný jev můžeme najít jak v písemnictví antickém, tak i ve starých orientálních literaturách a evropská návaznost na tuto tradici je mimořádně bohatá a plodná. Pomocí ní se dá vysvětlit nejen provenience nejstarší vrstvy exemplových syžetů, ale také to, na čem se zakládá internacionální povaha exempel vůbec.
Tak například z antické literatury si středověká Evropa osvojila především soubor bajek připisovaných Ezopovi a to několikrát přepracovaných. Z písemnictví orientálního byly nejprve přebírány jednotlivé povídky, jak je tomu na příkladu příručky Disciplina clericalis z konce 11. století. Určitě stojí za zmínku, že její autor Petrus Alfonsi přímo dokládá a přiznává své arabské a hebrejské prameny. Prostřednictvím stejných pramenů sem pronikly a do latiny byly adaptovány celé staroindické povídkové svody (Directorium humanae vitea Jana z Kapuy vychází z Pančantantry, Kronika sedmi mudrců předkládá staroindický původ). Obě knížky kolovaly v nesčetných opisech a byly i překládány do mnoha dalších jazyků. Čím přibývalo literatury, tím přibývalo i exempel, která pilní klerici sbírali i vymýšleli a z nich byly sestavovány povídkové soubory (např. Gesta Romanorum).
I když se exempla objevovala velmi často v různých žánrech, jejich hlavní doménu samozřejmě představovalo kazatelství, jehož rozvoj sahá zhruba do doby po první křížové výpravě. Kazatelé se museli obracet na mnohem širší publikum, které bylo potřeba poučovat o víře a mravech, současně si však museli udržovat i pozornost a zahánět nudu a únavu publika. Také na to, jak jsem se již zmínil, se přesně zaměřovala tehdejší dobová teorie kazatelství a doporučovala právě exempla, jakožto nejvhodnější zbraň či pomůcku.
K zlepšení a usnadnění kazatelské činnosti, s přihlédnutím na úroveň erudice nižšího duchovenstva, byly vydávány, nejdříve opisem a později tiskem, soubory úplně vypracovaných kázání na jednotlivé neděle a svátky v roce (Jaques de Vitry, Etienne de Bourbon, Thomas de Chantimpré, Johannes Junior, recte Gobious, Johannes Herolt, řečený Distipulus a pozdní Pelbart z Temešváru). Také sborníky, které sloužily jako pomůcky, kde byly systematicky utříděny jednotlivé náměty ke kázáním (Summa praedicantium Johna Bromayarda) a sbírky exempel pro kazatelskou potřebu (často anonymní Prompturia a Specula, patří sem i autor Martin z Opavy, zvaný Bohemus). Kazatelství určitě představuje zcela vyhraněné odvětví středověké literatury, jejíž jednotlivé žánry nikdy nebyly nějak ostře rozhraničeny. A právě exemplum dokáže tak lehce přecházet z jednoho žánru do jiného. Exemplum může mít spoustu variant, ale myšlenka se uchová stále stejná a v popředí. Jestliže exempla vyhovovala pro dané souvislosti, pak se citovala stále znovu, bez ohledu na jejich stáří. Bylo-li třeba, bylo v exemplu změněno třeba jen jméno hlavního představitele, aby mu lidé snáze porozuměli.

## Folkloristický pohled
Styčné body mezi tradicí exempel a ústním podáním jsou tak nápadné, že nezůstaly nepovšimnuty folkloristikou. Především při řešení spletitých otázek, jež vyvstávaly při studiu života pohádek, se proto obraceli k exemplům už její komparatisticky orientovaní představitelé (ze starších to byl Reinhold Kóhler, z novějších pak hlavně pražský učenec, v písemnictvím orientálním i středověkém Albert Wesselski, který právě důkladnou znalostí exempel podložil svou neprávem umlčenou teorii pohádky). Dalším, kdo se také dosti zabýval exemply, byl Johannes Bolte, který mimo jiné sepsal komentář k pohádkám bratří Grimmů, jež zpracoval spolu s Jiřím Polívkou. Jedním z prvních, který se na exempla díval především z folkloristického pohledu, byl Frederic Tubach, jenž vytvořil spolehlivou základnu pro další zkoumání ve svém katalogu exempel. Svá exempla zpřesňuje nejen časově, ale zajímá se i o vypravěče a způsoby interpretace. Také se přiklání k větší důležitosti mluveného slova při vzniku exempel, ale i jiné literatury. Jedná se o jakousi lidovou cenzuru, která něco přijme za své a něco zcela odmítne.
Další snahy vyvíjel i Jan Gebauer a až v třicátých letech 20. století se začal exemply zabývat Jan Vilikovský při studiu latinsky psané staročeské literatury. Jeho bádání bylo zaměřeno spíše literárně - historicky, ale silná souvislost s ústním podáním mu neunikla. Prozkoumal i admontské Quadragesimale, jež objevil spolu s Václavem Tillem. Současně s ním se také Wesselski podrobně zabýval dílem Mistra Klareta, učence působícího na svatovítské škole v době vlády Karla IV. Vrcholu své tvorby Klaret dosáhl ve svém posledním známém díle, kterým se stal Exemplarius auctorum (Vzorník autorů). Dílo vzniklo po roce 1366, v jeho dokončení Klaretovi zabránila smrt (1369 nebo 1370).
Tato sbírka dvou set exempel, složených v leoninských hexametrech, je rozdělena na čtyři oddíly po padesáti. Jednotlivá exempla mají po čtyřech verších, první dvojverší vypráví velmi stručně děj exempla, druhé obsahuje morální aplikaci (moralisatio). V první padesátce vystupují lidé a mytologické bytosti, druhá vypráví o ptácích a jiných létavcích, hrdiny třetí části jsou zvířata, náplní čtvrté měly být snad věci. Poslední oddíl je však neuspořádaný, některá jeho exempla ani exemply (tedy vyprávěními zakončenými morálním poučením z nich vyplývajícím) nejsou, proto lze předpokládat, že autorem této části byl nějaký Klaretův pokračovatel. Exemplarius auctorum napsal Klaret pro poučení svých žáků, což deklaruje hned v úvodu (v. 3-4: Exemplum pone, doctor, ea racione:/ Roborat exemplum, memorans dat cercius ipsum; "Exemplum používej, učenče, z tohoto důvodu: exemplum posiluje, ten, kdo si ho pamatuje, si dokáže lépe poradit".) Proto také kladl důraz na moralizace, zatímco děj jednotlivých exempel v prvním dvojverší podal jen velmi stručně. Exempla použitá v Exemplariu auctorum však byla tehdy všeobecně známá, takže stačilo pouze učinit na ně narážku nebo podat resumé děje a jeho současníci bez problému identifikovali, které vyprávění má autor na mysli. Problémy s rozluštěním obsahu exempel v Klaretově podání nastaly samozřejmě v dnešní době, protože bez znalosti děje exempla je často takřka nemožné odhalit jeho totožnost.
Rozbor jednotlivých exempel (viz Wesselski, A.: Klaret und sein Glossator. Böhmische Volks- und Mönschsmärlein im Mittelalter. Brno-Praha-Leipzig-Wien. 1936.) ukázal, že náměty téměř poloviny z nich Klaret převzal z antických bajek (stejně jako většina jeho současníků měl k dispozici Avianovu sbírku a volnou parafrázi Phaedra, nazvanou Anonymus Neveleti, která vznikla zřejmě koncem 12. st.), dále čerpal z Bible, ale použil i některé známé náměty, které byly ve středověku všeobecně rozšířené (což značně komplikuje možnost přesně určit, ze které konkrétní předlohy vycházel).

## Shrnutí
Exempla nabízí zajímavý pohled až do hloubky vzniku historické literatury a jejího provázání s ústní lidovou tvorbou, která se v ní odráží možná jasněji, než jsme si původně mysleli. Důležité je si uvědomit, že v podobných podmínkách a prostředích vznikaly i písně, pohádky a ostatní lidové příběhy, které jsou základem lidového divadla, tance a celkové lidové kultury. Osobně se domnívám, že i při studiu mýtu a pověstí by se mělo lidové tvořivosti a ústním tradicím věnovat co nejvíce pozornosti. Je to prostor k bádání, který skrývá obrovské množství střípků kultur našich předků, z kterých nejen vznikly naše mateřské jazyky, ale i naše skutečné identity, které jsou právě proto takové, jaké jsou.

## Použitá literatura
- Karel Dvořák, Nejstarší české pohádky. Praha: Argo 2001. Kapitola: Středověká exempla a ústní lidová slovesnost.
- Jacques Le Goff, Středověká imaginace. Přeložila Irena Murasová. Praha: Argo 1998.